# Leonard Birchall
Pour les articles homonymes, voir Birchall.
Leonard Joseph Birchall, né le 6 juillet 1915 à Saint Catharines et mort le 10 septembre 2004 à Kingston, est un officier de l'Aviation royale canadienne (ARC).
Ayant averti contre une attaque japonaise sur l'île de Ceylan (Sri Lanka) pendant la Seconde Guerre mondiale, il est surnommé le « Sauveur de Ceylan ».